# Vallarta de Bureba
Vallarta de Bureba község Spanyolországban, Burgos tartományban. Vallarta de Bureba Briviesca, Grisaleña, Zuñeda, Santa María Ribarredonda, Valluércanes és Quintanilla San García községekkel határos. Lakosainak száma 42 fő (2024).

## Népesség
A település népessége az utóbbi években az alábbiak szerint változott:
| Lakosok száma | 65   | 61   | 58   | 50   | 49   | 48   | 42   | 42   | 45   | 42   |
|               | 2001 | 2004 | 2006 | 2009 | 2011 | 2014 | 2016 | 2019 | 2021 | 2024 |